# Filtr sprężonego powietrza

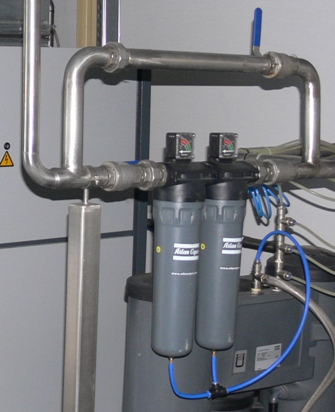
Filtry koalescencyjne sprężonego powietrza

Filtr sprężonego powietrza – urządzenia ciśnieniowe przeznaczone do usuwania różnego rodzaju zanieczyszczeń z powietrza wytwarzanego przez sprężarkę.
Filtry te występują w czterech podstawowych rodzajach: pyłowe, koalescencyjne, węglowe i sterylne.

## Filtry pyłowe
Filtry pyłowe to filtry usuwające ze sprężonego powietrza cząsteczki stałe. W zależności od stopnia filtracji najczęściej występują jako filtry zgrubne oraz jako filtry dokładne. Powietrze przepływa przez wkład filtra od środka do zewnątrz. Cząsteczki stałe znajdujące się w sprężonym powietrzu są wyłapywane i zatrzymywane we wkładzie. Im większa ilość zanieczyszczeń stałych zostaje zatrzymana tym mniejsza jest zdolność filtra do dalszego ich przechwytywania oraz tym większy jest spadek ciśnienia generowany przez filtr.
Proces wyłapywania i zatrzymywania zanieczyszczeń stałych ze sprężonego powietrza odbywa się dzięki następującym zjawiskom:
Efekt sitaWszystkie cząsteczki, które mają większy rozmiar niż przestrzenie pomiędzy włóknami wkładu filtra zostają zatrzymane i unieruchomione. Zwykle są to cząsteczki o wielkości powyżej 10 mikronów.
Zderzenia bezwładnościoweDotyczą stosunkowo dużych cząsteczek (powyżej 5 mikronów) i/lub dużych prędkości gazu. Gdy przepływ prądu powietrza zmienia swój kierunek w pobliżu włókna wkładu filtrującego, cząsteczka jest zbyt ciężka aby dostosować się do tej zmiany. Jej inercja powoduje, iż uderza we włókno wkładu i zostaje zatrzymana.
PrzechwytywanieMa miejsce gdy cząsteczka przemieszczając się przez włókna wkładu nie podąża za przepływem prądu powietrza a promień cząsteczki jest większy niż odległość między linią prądu a obwodem włókna. Wówczas cząsteczka zostaje przechwycona dzięki siłom kohezji lub adhezji.  Zazwyczaj w ten sposób wyłapywane są cząsteczki powyżej 0,1 mikrona.
DyfuzjaZwana również "Ruchami Browna" dotyczy najmniejszych cząsteczek o wielkości poniżej 0,3 mikrona. Mają one tendencje do chaotycznego poruszania się wskutek wzajemnych zderzeń. Powoduje to, iż tor poruszania się tych cząsteczek jest nieprzewidywalny a przechwytywanie przez filtr przypadkowe.

## Filtry koalescencyjne
Filtry koalescencyjne to filtry usuwające ze sprężonego powietrza wodę, aerozole oleju oraz cząsteczki stałe. W zależności od stopnia filtracji wymienionych zanieczyszczeń podobnie jak filtry pyłowe najczęściej występują jako zgrubne oraz jako dokładne.
Proces filtrowania cząsteczek stałych ze sprężonego powietrza odbywa się we wkładach tych filtrów dzięki tym samym zjawiskom jakie zachodzą we wkładach filtrów pyłowych. Natomiast proces filtracji wody oraz aerozoli oleju odbywa się dzięki zjawisku koalescencji. Płynne aerozole łączą się w filtrze w większe krople, które spadają na jego dno na skutek siły grawitacji. Gromadzone są w dolnej części obudowy filtra, skąd zostają odprowadzone przez spust.

## Filtry węglowe
Filtry węglowe to filtry usuwające ze sprężonego powietrza pary oleju oraz zapachy. Wkład takiego filtra wypełniony jest węglem aktywowanym a filtracja odbywa się na zasadzie adsorpcji. Węgiel aktywowany ma postać głębokiego złoża w formie granulatu, dzięki czemu posiada dużą powierzchnię zewnętrzną, na której może zachodzić zjawisko adsorpcji zanieczyszczeń. Sprężone powietrze przepływa przez wkład filtra od wewnątrz do zewnątrz i trafia na porowatą powierzchnię zewnętrzna wkładu, która zapobiega przedostawaniu się pyłu, jaki jest wytwarzany przez węgiel aktywowany w procesie filtracji.

## Filtry sterylne

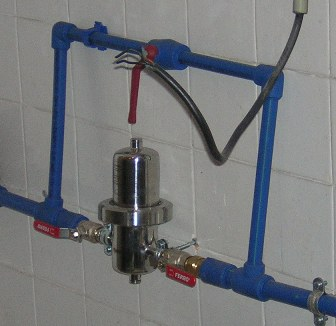
Filtr sterylny sprężonego powietrza

Filtry sterylne to filtry usuwające ze sprężonego powietrza cząsteczki stałe i mikroorganizmy. Filtracja odbywa się na zasadzie retencji lub przy użyciu membran. Obudowy tych filtrów są wytwarzane ze stali nierdzewnej co pozwala na sterylizację zarówno wkładu filtra jak i obudowy w miejscu jego pracy. Stosowanie filtra sterylnego wymaga odpowiednich procedur sterylizacyjnych, które należy okresowo powtarzać (sterylizacja na stanowisku roboczym lub w autoklawie)